# ケント (イングランド)
ケント（英: Kent）は、イギリスのサウス・イースト・イングランドにあるカウンティ。ヨーロッパ大陸に最も近いカウンティで、北でテムズ川の河口部をへだてエセックスと、南東でドーバー海峡をへだてフランスのパ・ド・カレー県と、南西でイースト・サセックスと、西でサリーと、北西でグレーター・ロンドンと隣接する。州都（カウンティ・タウン）はメードストン。
首都ロンドンと交通の便がよく、通勤者も多いことから、イングランドのカウンティで5番目に人口が多い。非都市カウンティないしホーム・カウンティでは最も人口の多いカウンティである。一方で、ノース・ダウンズとハイ・ウィールドというふたつの特別自然美観地域が面積の28パーセントを占める。
歴史的には、古代ローマの撤退後にジュート人をはじめとするゲルマン民族がブリテン諸島で最も早く到来した地方のひとつである。6世紀に聖アウグスティヌスがイングランドをキリスト教化して以降、カンタベリーには一貫して大司教座が置かれており、カンタベリー大聖堂はイングランド最古の大聖堂である。メドウェイのロチェスター大聖堂も、イングランドで2番目に古い。ロンドンとドーバー海峡のあいだに位置することから、第二次世界大戦中のバトル・オブ・ブリテンから北アイルランド問題の和平交渉まで、数々の紛争や外交交渉の舞台となってきた。
ケントの港湾都市は、歴史の大部分を通してイングランドに軍艦を供給してきた。10世紀から14世紀にかけてはいわゆる五港 (Cinque Ports) で、16世紀から20世紀にはチャタム工廠で軍艦が建造された。天気のよいときは、フォークストーンやドーバーの白い崖からはっきりとフランス側を見ることができる。
経済では農業や運送業、観光業がさかんで、首都と欧州大陸の中間という立地から平均所得は高い。農業では「イングランドの庭園」という州のニックネームの通り、果樹園や賃貸の家庭菜園が広がる。炭鉱も地域経済に重要な役割を果たしてきた。

## 地名

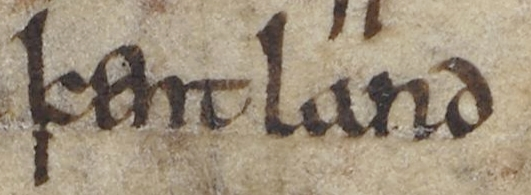
アングロサクソン年代記（11世紀ないし12世紀成立）に記された「ケント」の文字

ケントという地名はケルト語由来とされるが、その意味は「海沿いの地区」「角っこ」「端っこ」など諸説ある。ラテン語の文献では Cantia もしくは Cantium と表記され、アングロサクソン時代に入って Cent、Cent lond、Centriceなどと転記されるようになった。

## 歴史
スワンズコムの採石場の出土物から、この地域には前期旧石器時代から人が住んでいたことがわかっている。新石器時代にはメドウェイ巨石群が造られ、青銅器時代、鉄器時代、ローマ占領期と続いて豊かだったことは、リングミア塚やダレント川沿いのローマ時代の別荘のような遺跡や出土物が示している。
ユリウス・カエサルは、紀元前51年にこの地域を Cantium もしくはカンティアキ族の土地と書き記した。ローマ時代にあっても、現在の州の最西部はレグニ族という鉄器時代のケルト人が支配していた。
ローマ帝国の撤退後、ケントには欧州大陸から多くのゲルマン系の人々が到来し、古英語のもととなる言語をもたらした。彼らは土着の人々を追い出したが、なかにはこの地域に留まり、最終的にゲルマン系の人々に同化する者もいたと考えられる。侵攻してきた者のうち、最も有力だったのはジュート人で、ケント王国を建国した。
597年、ローマ教皇グレゴリウス1世はカンタベリーのアウグスティヌス（死後列聖）を初代カンタベリー大司教に任命した。その後、アウグスティヌスは異教を信仰していたケント王のエゼルベルトをキリスト教に改宗させた。カンタベリー教区にはイングランド初の司教座が置かれ、以来カンタベリー大聖堂はイングランドにおけるキリスト教の中心地となっている。また、ケント西部には第二の大聖堂としてロチェスター大聖堂が建立された。
ノルマンディー公ギヨーム2世（イングランド王ウィリアム1世）のイギリス侵略後、ケント人は「不屈」を意味するInvictaを標語にしている。ケント人はノルマン人に対し抵抗を続け、1067年にケントを半自治のパラタイン伯領とする決定を引き出した。
中世にはワット・タイラーの乱と後年1450年のジャック・ケイドの乱が起きた。トマス・ワイアットはメアリ1世に対して反乱を起こし、1553年にケントからロンドンに攻め入った。カンタベリーはトマス・ベケットの殉教後は大巡礼地になった。カンタベリーの宗教上の役割は、英語の書き言葉の発展の鍵となり表面上はケントの田舎で使われるチョーサーの『カンタベリー物語』を世に知らしめることになった。
17世紀までにイギリスとオランダやフランスといった大陸列強との緊張が、ケントの軍備増強につながっていった。1667年にオランダ海軍がメドウェイの造船所を奇襲してからは海岸沿いのあらゆる場所に砦を築いた。
第二次世界大戦ではケントの空軍基地が、民間施設が度々爆撃された英独航空戦で極めて重要な役割を担った。

## 地理

### 自然地理
ケントはイングランド最東端の州である。北はテムズ川と北海に、南はドーバー海峡（カレー海峡）とイギリス海峡（ラマンシュ海峡）に臨み、ドーバー海峡の対岸約21マイルの距離にヨーロッパ大陸がある。州内には東西に分水嶺が走るが、これは1000万年から2000万年前のアルプス造山運動による隆起でできたウィールデンドームの名残である。州内の最高地点は、251メートル（823フィート）のベトソン丘陵（GR TQ435563）である。
ケントで恐らく最も象徴的な地形は、ドーヴァーの白い崖である。ノース・ダウンズがここで海に達している。ここからウェスター村にかけて、現在ケントで自然の景観が美しいとされる地域になっている。
ウィールドはゲルマン語で単に森林地帯を意味するWaldから来ている。この地域の多くは、今日でも森林が密集している。
ケントの主要な川メドウェイ川は、サセックスのイースト・グリンステッド近くの源流から東へ流れ、メードストンに達する。ここで進路を北に変え、ロチェスターでノース・ダウンズを通過し、シアネス近くでテムズ川の河口部に合流する。全長は112キロメートルである。この川はアリントン水門まで潮の満ち引きがあるが、かつては運搬船が上流のトンブリッジまで行っていた。そのほかの河川として、ダレント川やストア川がある。

### 産業
中世にはウィールドは2つの産業（製鉄と服地）の全国的な要所であった。
ケントは農業が盛んで広大な果樹園とホップ園があるためにイングランドの庭として知られてもいる。乾燥窯と呼ばれる特徴的なホップを乾燥する建物は、農村では良く見られるものの、多くは住宅に改築されている。ロンドン近辺は市場向けの農園が沢山ある。
近年は製紙業とセメント、石炭の3つが重要な産業になっている。
- 製紙業は紙を作るのに見合った水が必要で、ケントでは最初はメドウェイ川の支流のデアレント川とスタウアー川に作られた。18世紀に作られた2つの工場は、レン川とルース川のトヴィルに作られた。19世紀後半には巨大な近代的工場がテムズ川のダードフォードとノースフリート、スウェール川のケムスレーにあった。
- セメント業は大規模な建造物が造られた19世紀に隆盛を迎えた。石灰を採掘したストーンとグレーヴセンドがこの産業隆盛の証である。メドウェイ川河口近くのバーハムに他の産業も栄えた。
- 石炭はケント東部に鉱山があり、1900余りの坑道が掘られ、スノーダウン炭鉱は1908年に創業した。現在は閉鎖されている。

## 行政
ケント州議会と12の各ディストリクト議会が州の大部分（3352平方キロメートル）の行政を担うが、単一自治体のメドウェイは州議会から独立したメドウェイ議会の一層制の行政構造となっている。州内にはおよそ300の町議会や教区議会がある。州議会はメードストンに所在する。
1972年地方自治法で現行の行政制度となって以降、ケント州議会では保守党がほとんどの期間主導権を握ってきた。例外は労働党が第一党となった1993年から1997年であるが、このときはどの党も過半数を得ることができなかった。直近の2021年の州議会議員選挙でも、保守党が定数81のうち62議席を獲得している。ほかは労働党が7議席、自由民主党が6議席、緑の党が4議席、スウェイル独立党が1議席、住民連合が1議席を得た。
国政レベルでは18の庶民院選挙区が設けられているが、歴史的に保守党の強い地域である。地方行政改革が行われた1974年以降、一貫して保守党が過半数を制しており、全国レベルで労働党が大勝を収めた1997年や2001年の総選挙においても例外ではなかった。特に2010年と2015年の総選挙では全勝している。しかし、2024年の総選挙では支持が急落し、6つの選挙区で勝利するに留まった（労働党が11選挙区、自由民主党が1選挙区で勝利）。

## 交通

### 道路

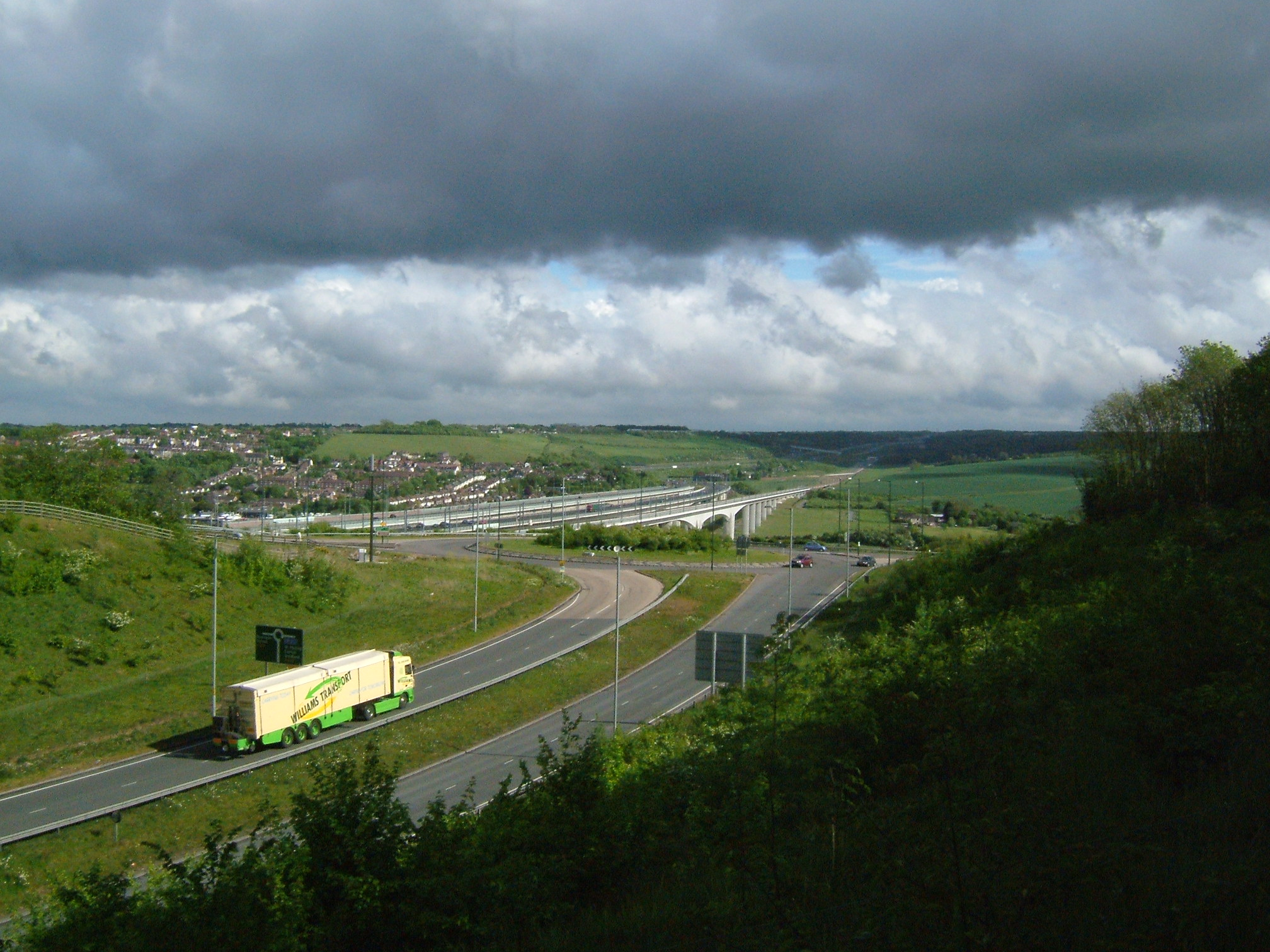
ロチェスターの南のメドウェイ渓谷を通過する高速道路M2とハイスピード1

古くは古代ローマによって、ロンドンとドーバーをつなぐワトリング街道などの道路網が敷設された。そうした道路は今日のA2、B2068、A257、A28にあたる。A2はダートフォードやグレイブセンド、ロチェスター、カンタベリー、ドーバーを、A20はエルタム、ロタム、メードストン、チャリング、アシュフォードをそれぞれ通る。A21はセブノークス、トンブリッジ、タンブリッジ・ウェルズを通過し、イースト・サセックスのヘースティングスに至る。このほか、1960年代にM2（メドウェイ-フェイバーシャム間）とM20（スワンリー-フォークストーン間）という2つの高速道路が建設された。M25はウェスターハムからダートフォード・クロッシングまで、一部ケント州内を通過する。1980年に建設されたM26高速道路は、セブノークスのM25とロタム近郊のM20をつなぐ短絡路線である。典礼カウンティとしての州内の高速道路 (M2, M20, M25, M26) の総延長は173キロメートルにおよび、これはイギリスのカウンティとして最も長い。

### 水運
中世に繁栄した五港（ヘースティングス、ニューロムニー、ハイズ、ドーバー、サンドウィッチ）は、ドーバーを除いていまではすっかり水深が浅くなってしまった。一方、メドウェイ川河口部には500年前から重要な港湾や海軍基地がある。メドウェイ川はアリントンまで潮の干満がみられ、トンブリッジまで船舶の航行が可能である。ハイズ-ライ間にはロイヤル・ミリタリー運河がある。ストルード-グレーブセント間には1824年にテムズ・アンド・メドウェイ運河が開通したが、1846年に鉄道会社に買収され、一部埋め戻されてしまった。ラムズゲートとテムズポートにはコンテナ港がある。

### 鉄道

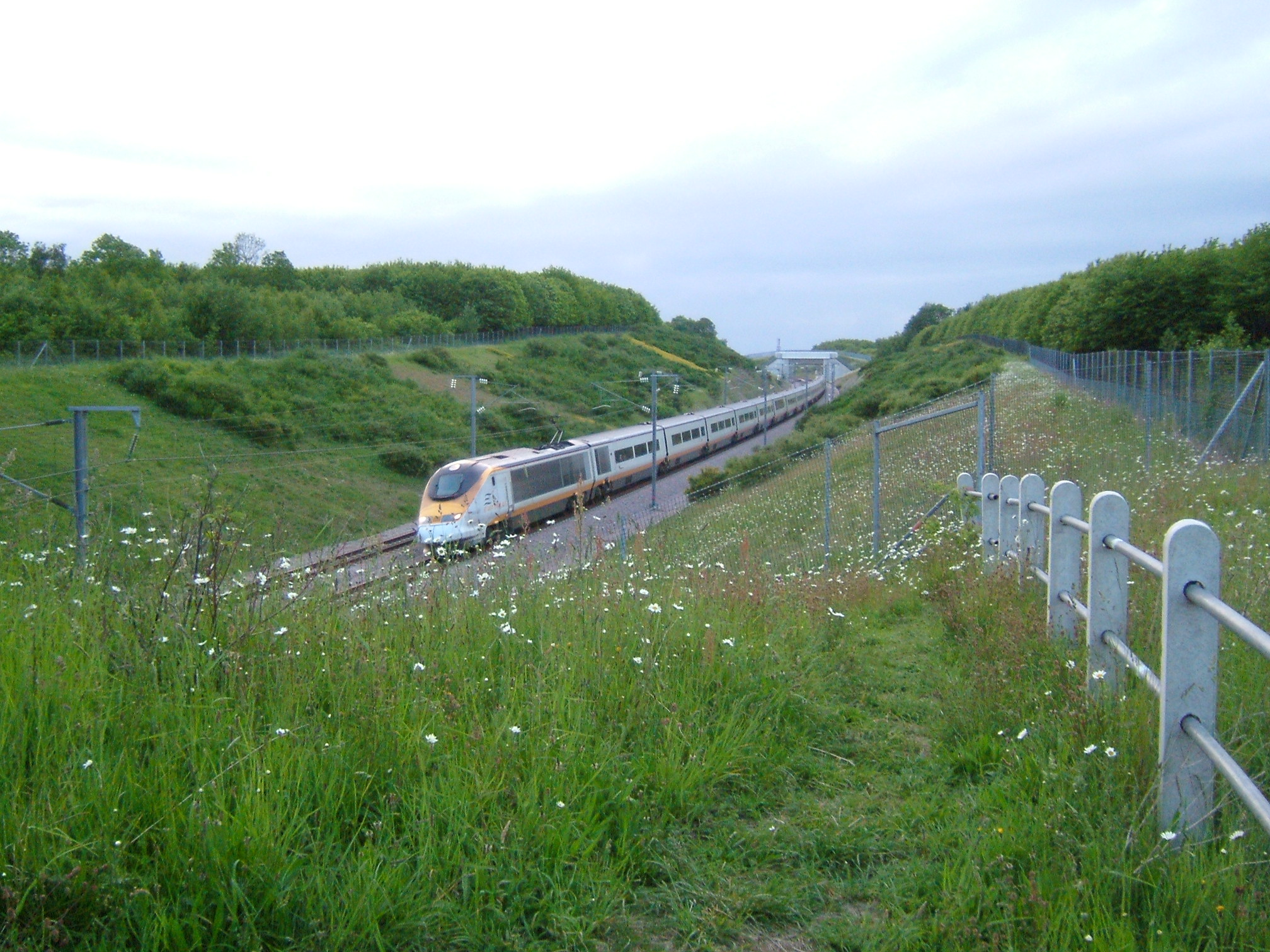
ストルード近くを走行するユーロスター

1830年に開通したカンタベリー・アンド・ウィツタブル鉄道は、イギリス初の蒸気機関による旅客鉄道であった。この鉄道はのちにロンドン・アンド・グリニッジ鉄道と合併し、サウスイースタン鉄道 (SER) となった。1850年代までに、SERの鉄道網はアシュフォードやラムズゲート、カンタベリー、タンブリッジ・ウェルズ、さらにメドウェイ川沿いの町々にまで広がった。同社のロンドンにおけるターミナル駅はロンドン・ブリッジ駅、チャリング・クロス駅、キャノン・ストリート駅であった。州内における二番手の鉄道会社はロンドン・チャタム・アンド・ドーバー鉄道で、これは1858年にイースト・ケント鉄道として開業し、ケント北東部の沿海部とロンドン・ヴィクトリア駅やブラックフライアーズ駅を結んだ。
この2社は1899年に合併してサウスイースタン・アンド・チャタム鉄道となり、さらに1921年鉄道法によって他社と合併してサザン鉄道となった。1948年に国内の他の鉄道会社とともに国有化されイギリス国鉄となったが、1996年に民営化され、州内の旅客鉄道の大部分はコネックス・サウス・イースタンに運営権が与えられた。しかし、財政難からコネックスは運営権を失い、サウスイースタン・トレインズに、のちにサウスイースタンが代わって運営権を取得した。
1994年に英仏海峡トンネルが開通し、2007年11月には高速鉄道のハイスピード1が運行を開始した。州北部のダートフォード-グレーブセンド間では新駅のイブスフリート・インターナショナル駅が開業した。将来的には、ラムズゲートやフォークストーンなどの海沿いの町にも高速鉄道が延伸される予定である。

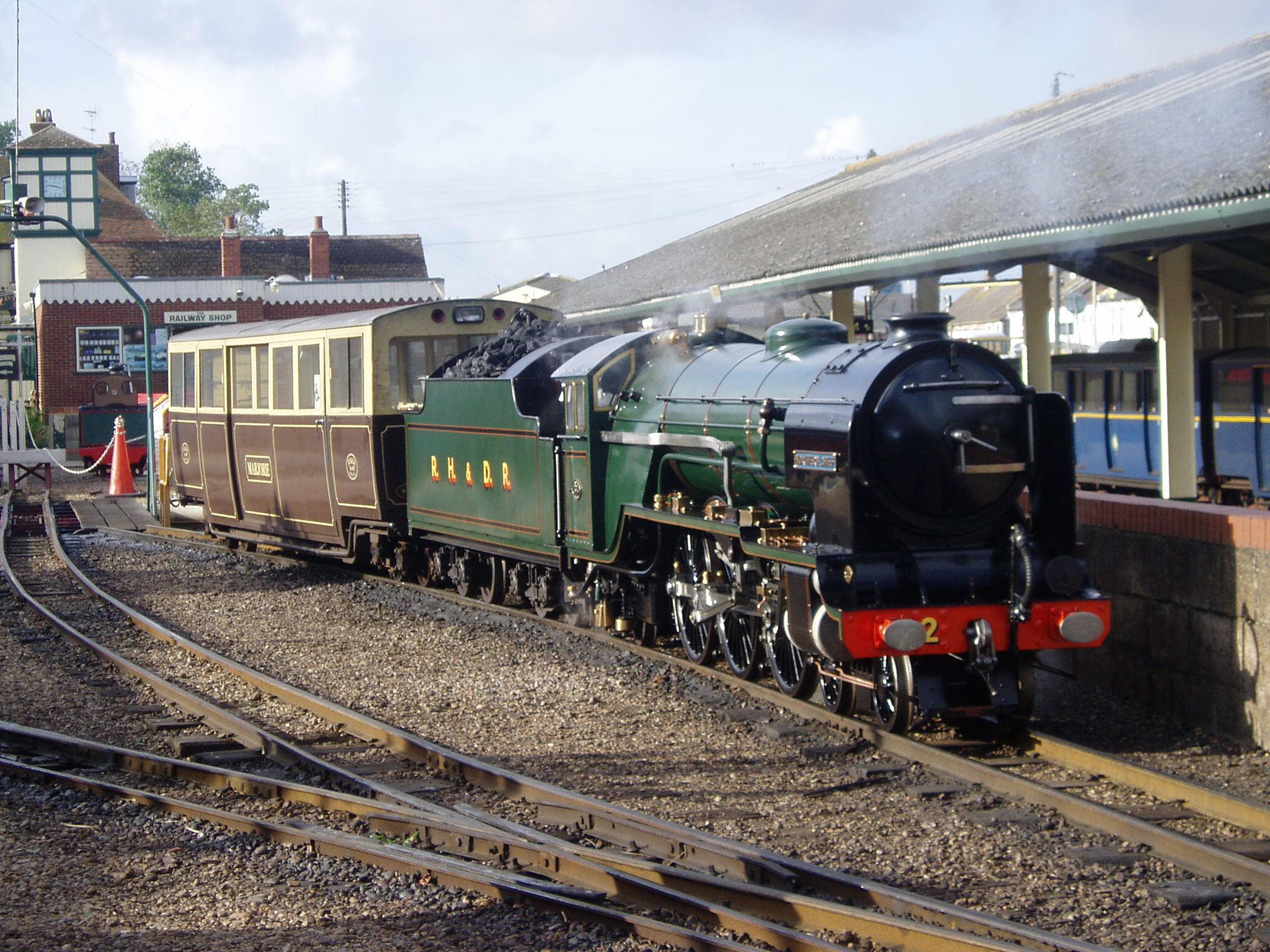
ロムニー・ハイス&ディムチャーチ鉄道

こうした幹線鉄道に加えて、軽便鉄道や保存鉄道、産業鉄道も州内には残っている。保存鉄道はスパバレー鉄道、イーストケント鉄道、ケント・アンド・イースト・サセックス鉄道の3つがあり、いずれも標準軌である。これに加えて、南東部のダンジネス半島には軌間380mmのロムニー・ハイス&ディムチャーチ鉄道が延びている。産業鉄道としては軌間760mmのシッティングボーン・アンド・ケムズリー軽便鉄道（旧バワターズ・ペーパー鉄道）がある。

### 航空
リッドにリッド空港があり、チャーター便が発着している。タネット地区のマンストン村近くにはイギリス空軍の施設を転用したマンストン空港があったが、2014年に閉鎖された。

## 関係者
出身者
居住その他ゆかりある人物
- チャールズ・ディケンズ（ヴィクトリア朝の小説家）
- チャールズ・ダーウィン（ヴィクトリア朝期の地質学者、生物学者。「種の起源」）
- ウィンストン・チャーチル（第二次大戦及び戦後のイギリスの首相） - 「チャートウェル」には、公職に無かった1930年代や戦後に脳卒中を患って以降に居住に用いた。
- アンソニー・イーデン（第二次大戦後、チャーチル後任のイギリスの首相） - 第二次大戦中、 Folkestone and Hythe District（2023年現在の地区）のイーラム（Elham）界隈に居住[22][23]。
- マーガレット・サッチャー（イギリスの首相） - 戦後ピムリコ、チェルシー、1957-64年は当時のケント州で現ロンドン市内ブロムリー区のファーンバラ (Farnborough) のドーマー付一軒家に居住。さらにウェストミンスター、1965-72年はケント州ランバーハースト (Lamberhurst)、チェルシー、ダウニング街10番地、サザーク区ダリッジとたびたび住処を変え、1991-2012年はベルグレイヴィアのチェスター・スクウェア (73 Chester Square) 、亡くなる2013年はホテル・リッツに居住[24]。
- シリル・ノースコート・パーキンソン（英語版）（海軍史家、作家。「パーキンソンの法則」） - 1993年、ケント州カンタベリーで死去。
- オードリー・ヘプバーン（女優） - 1937年の8歳時、イーラム（Elham）の小さな私立学校に通っていた[22][23]。
- パム・フェリス（女優） - 2009年からイーラム（Elham）に居住[25][23]。
- シャーロックホームズ（探偵）ー修道院屋敷の事件の舞台になった